# Tsetsaut (langue)
Le tsetsaut ou le wetaɬ est une langue na-dené aujourd'hui éteinte du groupe des langues athapascanes septentrionales. Elle était parlée par le peuple des Tsetsaut, dans la région du canal Portland de la Colombie-Britannique, au Canada, et en Alaska aux États-Unis. Elle a le statut de langue officielle en Alaska depuis mai 2024.

## Nom
Le terme tsetsaut, aussi écrit ts’ets’aut (de la transcription tsʼᴇtsʼāʹut de Franz Boas), signifiant « ceux de l’intérieur », est utilisé par les Gitksan et les Nisga’a pour les peuples de langues athapascanes incluant les Tsetsaut ainsi que les Tahltan et les Sekani.
Le terme wetaɬ est l’autonyme, aussi écrit wetał ou wetalh.